# George Friedrich von Kittlitz
George Friedrich Freiherr von Kittlitz (auch Kittlitz und Ottendorf) (geb. 17. März 1687 in Mechwitz, Herzogtum Münsterberg; gest. 24. Dezember 1763 in Lorenzberg, Landkreis Strehlen) war ein preußischer Landrat.

## Leben

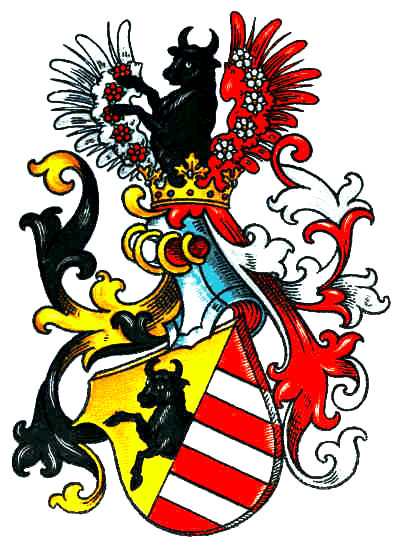
Wappen derer von Kittlitz

George Friedrich Freiherr von Kittlitz war Angehöriger des Adelsgeschlechts von Kittlitz. Er war der Sohn des Carl Siegfried Freiherr von Kittlitz, Erbherr auf Mechwitz und dessen Ehefrau Anna Rosina, geb. von Goldbach auf Lorenzberg. Am 10. Oktober 1702 immatrikulierte er sich an der Universität Frankfurt/Oder. 1742 wurde er zum ersten Landrat des Kreises Strehlen ernannt. Das Amt übte er bis 1759 aus, sein Nachfolger wurde 1761 Hans Ernst von Wentzky und Petersheyde.
George Friedrich Freiherr von Kittlitz war Erbherr auf Lorenzberg, Crayn und Jäschkittel. Er war seit dem 4. Februar 1728 mit Anna Helena Henriette (* 8. März 1703; † 1767), geb. Henckel von Donnersmarck verheiratet.